# آئرولندایرویز
آئرولندایرویز (به انگلیسی: Aeroland Airways) یک شرکت هواپیمایی با کد یاتا 3S است که در تاریخ ۲۰۰۵ میلادی تأسیس شده است.
دفتر مرکزی آئرولندایرویز در آتن، یونان واقع شده‌است و قطب این شرکت هواپیمایی در فرودگاه بین‌المللی آتن قرار دارد.